# Roquelaure, Gers
Roquelaure är en kommun i departementet Gers i regionen Occitanien i sydvästra Frankrike. Kommunen ligger i kantonen Auch-Nord-Ouest som tillhör arrondissementet Auch. År 2022 hade Roquelaure 577 invånare.

## Befolkningsutveckling
Antalet invånare i kommunen Roquelaure
Referens:INSEE